# Sabatieria furcillata
Espèce
Sabatieria furcillata est une espèce de vers ronds (Nematoda),, appartenant à la famille des Comesomatidae. Le nom scientifique de l'espèce a été publié en 1954 par le zoologue autrichien Wolfgang Wieser (de),.

## Télévision
Le terme est évoqué et disséqué par le menu détail dans la première saison de la série télévisée Dr Harrow au cours de l'épisode n° 3 intitulé Le blues du crododile.

## Source
- (nl) Cet article est partiellement ou en totalité issu de l’article de Wikipédia en néerlandais intitulé « Sabatieria furcillata » (voir la liste des auteurs).